# Congreso Nacional por la Reforma y el Desarrollo
El Congreso Nacional por la Reforma y el Desarrollo (en árabe: التجمع الوطني للإصلاح و التنمية); abreviado como (RNRD), a menudo conocido como Tewassoul, es un partido político islamista en Mauritania. El partido es liderado por Hamadi Ould Sid'El Moktar quien, además, se había postulado como candidato para las elecciones presidenciales de 2009, quién obtuvo el cuarto lugar de las preferencias, con un 4.76% de los votos.
El partido es miembro de los Hermanos Musulmanes, el cual está considerado como una organización terrorista por parte de los gobiernos de Bareín, Egipto, Rusia, Arabia Saudita, Siria y los Emiratos Árabes Unidos.
Tewassoul es parte del grupo de oposición, Coordinación de la Oposición Democrática, y actualmente tiene 4 escaños en la Asamblea Nacional, y 1 escaño en el Senado.